# Halowe rekordy świata juniorów w lekkoatletyce
Halowe rekordy świata juniorów w lekkoatletyce – najlepsze w historii halowej lekkoatletyki wyniki uzyskane przez zawodników do lat 19.
Od 1 stycznia 2012 World Athletics oficjalnie uznaje halowe rekordy w tej kategorii wiekowej.